# Álvaro Amaro
Álvaro Amaro (Coimbra, 25 maggio 1953) è un politico portoghese, europarlamentare nella IX legislatura.